# クリード (高速輸送艦)
| 画像をアップロード | |
| 艦歴               | |
| 発注               | |
| 起工               | 1943年10月6日                                                                                       |
| 進水               | 1944年2月2日                                                                                        |
| 就役               | 1945年7月29日                                                                                       |
| 退役               | 1946年3月15日                                                                                       |
| その後             | 1961年3月16日にスクラップとして売却                                                                 |
| 除籍               | 1960年6月1日                                                                                        |
| 性能諸元           | |
| 排水量             | 1,400トン                                                                                           |
| 全長               | 306 ft (93 m)                                                                                       |
| 全幅               | 37 ft (11 m)                                                                                        |
| 吃水               | 12 ft 7 in (4 m)                                                                                    |
| 機関               | バブコック・アンド・ウィルコックス式ボイラー2基 GE製エレクトリック・タービン2基 2軸推進、12,000 shp |
| 最大速             | 23.6ノット (27.2 mph; 43.7 km/h)                                                                    |
| 航続距離           | 6,000カイリ （12ノット時）                                                                          |
| 乗員               | 士官12-15名、兵員189-192名                                                                          |
| 兵装               | 38口径5インチ両用砲1門 連装40mm砲3基 単装20mm砲6基 爆雷投下軌条2軌                                  |

クリード (USS Cread, APD-88) は、アメリカ海軍の高速輸送艦。クロスレイ級高速輸送艦の1隻。艦名はウォルター・アーヴィング・クリードに因む。

## 艦歴
クリードは1943年10月16日にラッデロウ級護衛駆逐艦の1隻 (DE-227) としてフィラデルフィア海軍造船所で起工する。1944年2月2日にH・バーグマン夫人によって命名、進水し、建造途中で高速輸送艦へ転換、1945年7月29日に就役した。
就役後の訓練が完了する前に終戦となり、1946年3月15日に退役、フロリダ州グリーンケーヴスプリングスの大西洋予備役艦隊で保管された。
1960年6月1日に除籍され、1961年3月16日にサザン・スクラップ・メタル社にスクラップとして売却された。